# Zino Zini
Zino Zini (né le 15 décembre 1868 à Florence et mort le 11 août 1937 à Pollone) est un philosophe, un historien et un écrivain italien de la fin du XIXe et du début du XXe siècle.

## Biographie
Zino Zini né le 15 décembre 1868 de Gaetano Zini, modénais, et Penelope Angeloni, de Pérouges, est le neveu de Luigi Zini, sénateur, historien, écrivain et politicien aux idées libérales qui en mars 1848, la ville  s'étant soulevée contre le gouvernement du duché, prit la charge de secrétaire général du gouvernement provisoire de Modène.
En raison du travail de son père qui était sous-préfet, Zino Zini a passé son enfance et son adolescence dans différentes villes de province. La famille s'installe définitivement à Turin à l'automne 1885, et il fréquente le lycée et l'université se diplômant en droit en 1891, en lettres en 1893 et en philosophie en 1898.
Élève d'Arturo Graf, il est l'ami de Gustavo Balsamo Crivelli, Gioele Solari, Annibale Pastore, et il participe à des discussions sur le darwinisme, le marxisme, l'anthropologie criminelle.
Il participe au cours de sociologie du philosophe Giuseppe Carle et de l'économiste socialiste Salvatore Cognetti de Martiis. Mais il est surtout attiré par les cours de Cesare Lombroso, que Zini considère comme un homme original, mais dont plus tard il reconnaîtra l'absence de rigueur scientifique.
Il réalise diverses publications en littérature et philosophie qui ont été traduites en plusieurs langues. Il enseigne au lycée Cavour et à partir de 1903 il enseigne la philosophie morale sans interruption jusqu'en 1934-1935. De 1911 à 1916, il a pour élève Antonio Gramsci. De 1906 à 1919, il est conseiller socialiste de la commune de Turin mais il participe peu à l'activité du parti. Il collabore à différents journaux : Gazzetta del Popolo, La Stampa, l'Avanti!, L'Ordine Nuovo.
Ses idées philosophiques et politiques sont explicités dans ses journaux qu'il a tenu de 1894 à sa mort qui intervient le 11 juillet 1937 à Pollone.

## Publications
- Proprietà individuale o proprietà collettiva? (1898);
- Il pentimento e la morale ascetica (1902);
- Giustizia. Storia d'una idea (1907);
- La morale al bivio (1914);
- La doppia maschera dell'universo. Filosofia del tempo e dello spazio (1914);
- Il congresso dei morti (1921).

## Crédit d'auteurs
- (pms) Cet article est partiellement ou en totalité issu de l’article de Wikipédia en piémontais intitulé « Zino Zini » (voir la liste des auteurs) dans sa version du 4 novembre 2007.